# Metropoli (gioco)
Metropoli è un gioco da tavolo creato da Spartaco Albertarelli pubblicato da Editrice Giochi nel 2010. Si ispira fortemente al Monopoli, di cui Editrice Giochi aveva perso i diritti di commercializzazione in favore della Hasbro. Metropoli rappresenta in effetti la risposta a tale cessazione, richiamandosi anche nel nome al gioco di contrattazione, proponendosi inoltre come sua versione avanzata, meno legata al fattore fortuna e più improntata sull'interazione e diversificazione delle partite. Le illustrazioni sono state curate da Chiara Vercesi.

## Contenuto
- Plancia di gioco
- 3 dadi a sei facce

Logo del gioco

- 80 blocchi in plastica per costruire i Palazzi
- 4 tetti in plastica per segnare i Grattacieli
- 60 carte speciali
- 200 banconote di carta
- 6 segnalini metallici cromati
- Regolamento[6]

## Descrizione
Scopo del gioco è costruire la città di Metropoli guadagnando denaro a scapito degli avversari quando questi giungono sulle proprie Concessioni e risultare al termine della partita il più ricco.

### La plancia
Metropoli si presenta con una plancia di forma quadrata, sul cui perimetro sono posizionate 40 caselle formanti il percorso che le pedine dovranno seguire. Queste caselle rappresentano 24 Strade, 4 Ponti, 8 Caselle Metropoli e 4 caselle d'angolo che vanno a formare la Borsa, il Comune, l'Autostrada e il Tribunale. Ogni casella, ad eccezione delle quattro d'angolo, è contraddistinta da un numero a due cifre le quali vanno da 1 a 6: tale numero rappresenta un'Uscita Autostradale.
Le 24 Strade sono suddivise in 8 Quartieri contrassegnati in colori diversi; ad ogni Strada è associata una Concessione Sfruttamento Edilizio.
Dai 4 Ponti, posti al centro di ogni lato, partono 2 viali chiamati "Broadway" e "Main Street" che si incrociano al centro della plancia in direzione ortogonale l'uno rispetto all'altro e ognuno termina nella casella Ponte presente sul lato opposto ad esso, dividendo la città al centro della plancia in 4 Distretti. Ad ogni Ponte è associata una Concessione Sfruttamento Ponte.
Ogni Distretto è composto da un quadrato di 9 Aree Edificabili che andranno ad ospitare Palazzi e Grattacieli nel corso della partita. Ad ogni Distretto sono associati due Quartieri d'angolo, in maniera tale da assegnare ad ogni Strada le tre Aree Edificabili antistanti ad essa: in questo modo ogni Strada si vede a dover "condividere" le proprie Aree Edificabili con le altre tre Strade di un altro Quartiere.
Nell'esempio a lato è possibile osservare, ad esempio, come le Strade m e k abbiano in comune lo stesso Palazzo ad un piano, q e s l'edificio a 3 piani, b e w il Grattacielo a 4 piani.

### Preparazione
Il giocatore che assume il ruolo di cassiere consegna a tutti $5.000.000 (i tagli sono a discrezione di ogni concorrente) e due Concessioni Sfruttamento Edilizio; tutte le restanti Concessioni vanno alla Banca e le Carte Metropoli vengono messe a portata di mano. Mischia inoltre le carte Valore base Quartiere e ne colloca una vicino ogni Quartiere sotto la plancia, in modo tale che il valore sia ben visibile.

### Il turno di gioco
Al proprio turno ogni giocatore lancia i dadi e sposta il suo segnalino di tanti passi quanto ammonta la somma dei tre dadi: nel caso in cui escano tre numeri uguali (1-1-1, 2-2-2, 3-3-3, ecc...), ossia si effettua quello che viene definito "lancio triplo", si può avanzare di quante caselle si vuole senza però compiere più di un giro completo. La casella di arrivo determina l'azione di gioco:
- se si capita su una Strada o un Ponte non posseduti da alcun giocatore, la Concessione relativa a tale casella viene messa immediatamente all'asta. Il giocatore di turno non ha il diritto di "acquisizione diretta" (come avviene in Monopoli), ma può vantare uno speciale diritto di prelazione al termine dell'asta. L'asta, a cui chiunque può partecipare nel limite dei propri contanti, si basa su rilanci che devono essere obbligatoriamente multipli di $50.000: al termine dell'asta, il giocatore di turno può esercitare il diritto di prelazione aggiungendo all'offerta finale $50.000, facendo così sua la Concessione;
- se si capita su una Strada la cui Concessione è in possesso di un avversario, il giocatore deve pagare a questi una cifra pari al Valore di Concessione, che si calcola considerando anzitutto l'altezza del Palazzo o Grattacielo più alto all'interno del Distretto del quale la Strada fa parte, e poi l'altezza totale degli edifici antistanti la Strada in questione. Incrociando questi due dati sulla carta Valore Concessioni si ottiene quanto dovuto. Il valore massimo di qualunque Concessione Sfruttamento Edilizio non può comunque superare il tetto di 10 unità di blocchi edilizi, anche se nel Distretto l'altezza totale fosse superiore. Se non vi fossero edifici costruiti sulle Aree Edificabili relative alla Strada in questione, il Valore di Concessione è nullo. Il Valore di Concessione sulla quale sorge un Grattacielo fa sempre riferimento a 10 unità di blocchi. Inoltre, il giocatore di turno deve pagare, sempre al proprietario della Strada, il Valore di Quartiere stabilito dalla carta Valore base Quartiere sottostante il Quartiere stesso;
- se si capita su una Strada la cui Concessione è in proprio possesso, il giocatore può edificare gratuitamente un blocco all'interno di una delle tre Aree Edificabili sfruttabili grazie a quella Concessione.
- se si capita su un Ponte la cui Concessione appartiene ad un altro, il giocatore deve pagare un pedaggio pari a $100.000 per ogni Ponte in possesso del suo avversario. Dopo aver pagato il pedaggio, il giocatore di turno può decidere di utilizzare il Ponte per attraversare la città, muovendo subito il proprio segnalino fino alla casella opposta, seguendo la Broadway o la Main Street (a seconda del ponte di partenza), ma senza poter cambiare direzione a metà strada. Il giocatore non deve obbligatoriamente attraversare la città, ma il pedaggio deve essere pagato comunque. Se decide di attraversare la città, il giocatore non deve pagare alcun pedaggio all'eventuale proprietario della Concessione Sfruttamento Ponte della casella di arrivo, la quale viene messa all'asta se non è ancora posseduta da nessuno;
- se si capita su un Ponte la cui Concessione è in proprio possesso, il giocatore può attraversare o meno la città senza pagare nulla. Se il Ponte della casella d'arrivo non appartiene a nessuno, la Concessione ad esso relativa viene messa all'asta;
- se si capita su una casella Metropoli, il giocatore pesca dal mazzo Metropoli la prima carta e ne esegue l'azione prevista, quindi ripone la carta in fondo al mazzo;
- se si capita sulla casella Tribunale, il giocatore paga alla Banca una multa pari al punteggio appena ottenuto con i dadi moltiplicato per $10.000;
- se si capita sulla casella Autostrada, il giocatore lancia due dadi in sequenza e muove il proprio segnalino sulla casella che contiene l'Uscita Autostradale corrispondente. La casella di arrivo determina l'azione di gioco. I punteggi dei due dadi devono essere letti separatamente e non sommati (ad esempio, se si ottengono prima 5 e poi 6 bisognerà spostarsi sulla casella contrassegnata l'uscita 56 e non la 11 o la 65). Il movimento non prevede il passaggio dalla Borsa;
- se si capita sulla casella Comune, il giocatore ha due possibilità: spostare il proprio segnalino (senza passare dalla Borsa) su una qualsiasi casella la cui Concessione è ancora libera e poi seguire le normali procedure d'asta, oppure prendere un blocco e collocarlo gratuitamente dove desidera.
- se si oltrepassa la casella Borsa, si incassano dalla Banca $250.000 ($500.000 se la pedina termina su questa casella). La regola comunque non vale nel primo turno di gioco.

Al termine del proprio turno il giocatore ha diritto a collocare fino a un massimo di due blocchi di costruzione, pagando alla Banca $100.000 per blocco e scegliendo per ogni blocco, a sua discrezione, un'Area Edificabile diversa per posizionarli, ricordando che gli edifici costruiti non appartengono ai singoli giocatori, ma possono essere sfruttati anche dagli altri; la collocazione dei blocchi non dipende dalla posizione del proprio segnalino lungo la plancia. Nessun blocco può essere successivamente venduto o spostato.

### Regole di costruzione
In Metropoli esistono delle precise norme per la costruzione, raccolte nel Piano regolatore. Esse dettano che:
- i blocchi possono essere collocati solo sulle Aree Edificabili;
- i blocchi possono essere impilati uno sull'altro formando Palazzi sempre più alti;
- il costo per la costruzione di un blocco è sempre di $ 100.000;
- il primo giocatore che costruisce un Palazzo di due "piani" mette su quell'edificio un "tetto", trasformando così il Palazzo nel primo Grattacielo della città. Da quel momento nessun Palazzo all'interno di quel Distretto potrà superare in altezza questo Grattacielo; tale limitazione non vale per gli altri tre Distretti. Questa regola funziona in modo analogo per il primo Palazzo da 3, 4 e 5 piani in altri Distretti;
- in ogni Distretto può esserci un solo Grattacielo;
- edificato il quarto ed ultimo Grattacielo inizia la fase di completamento della città: da questo momento ogni giocatore ha l'obbligo di costruire almeno un blocco ad ogni turno. Solo chi non possiede il contante necessario è esentato da questa regola. Se un giocatore passa i dadi al giocatore successivo senza aver costruito, chi riceve i dadi può fargli notare l'errore in modo che il giocatore costruisca, ma i $100.000 necessari all'acquisto del blocco vanno al giocatore che ha segnalato l'errore;
- durante il proprio turno un giocatore non può costruire più di due blocchi in totale (salvo altre indicazioni) e comunque mai sulla stessa Area Edificabile. Al di là di queste due limitazioni, il giocatore è libero di costruire un blocco dove vuole, anche al di fuori delle proprie Concessioni.[7]

### Valore di Concessione
Il Valore di Concessione varia in base al Palazzo o Grattacielo più alto nel Distretto in relazione al numero di blocchi presenti nei soli lotti assegnati alla Strada in questione; tuttavia, se sui lotti della Strada sorge un Grattacielo, si dovrà considerare come altezza totale 10, qualunque sia l'altezza effettiva del Grattacielo.
La seguente tabella riassume i Valori di Concessione nei singoli casi:
| Palazzo più alto nel Distretto | Altezza totale degli edifici sulla Strada | Altezza totale degli edifici sulla Strada | Altezza totale degli edifici sulla Strada | Altezza totale degli edifici sulla Strada | Altezza totale degli edifici sulla Strada | Altezza totale degli edifici sulla Strada | Altezza totale degli edifici sulla Strada | Altezza totale degli edifici sulla Strada | Altezza totale degli edifici sulla Strada | Altezza totale degli edifici sulla Strada | Altezza totale degli edifici sulla Strada |
|                                | 0                                         | 1                                         | 2                                         | 3                                         | 4                                         | 5                                         | 6                                         | 7                                         | 8                                         | 9                                         | 10 / Grattacielo                          |
| ------------------------------ | ----------------------------------------- | ----------------------------------------- | ----------------------------------------- | ----------------------------------------- | ----------------------------------------- | ----------------------------------------- | ----------------------------------------- | ----------------------------------------- | ----------------------------------------- | ----------------------------------------- | ----------------------------------------- |
| 5                              | $0                                        | $100.000                                  | $200.000                                  | $300.000                                  | $400.000                                  | $500.000                                  | $600.000                                  | $700.000                                  | $800.000                                  | $900.000                                  | $1.000.000                                |
| 4                              | $0                                        | $80.000                                   | $160.000                                  | $240.000                                  | $320.000                                  | $400.000                                  | $480.000                                  | $560.000                                  | $640.000                                  | $720.000                                  | $800.000                                  |
| 3                              | $0                                        | $60.000                                   | $120.000                                  | $180.000                                  | $240.000                                  | $300.000                                  | $360.000                                  | $420.000                                  | $480.000                                  | $540.000                                  | $600.000                                  |
| 2                              | $0                                        | $40.000                                   | $80.000                                   | $120.000                                  | $160.000                                  | $200.000                                  | $240.000                                  | ---                                       | ---                                       | ---                                       | $400.000                                  |
| 1                              | $0                                        | $20.000                                   | $40.000                                   | $60.000                                   | ---                                       | ---                                       | ---                                       | ---                                       | ---                                       | ---                                       | ---                                       |

Come si può verificare, il Valore di Concessione è nullo qualora non sia costruito alcun blocco sulla Strada, indipendentemente dall'altezza dell'edificio più alto nel Distretto, mentre le celle con trattini indicano una combinazione impossibile (ad esempio, non è possibile una rendita che preveda come Palazzo più alto un solo blocco nell'intero Distretto e contemporaneamente possedere più di tre blocchi sulla propria Strada; ragionamento analogo per le altre combinazioni).
Se un giocatore possiede un intero Quartiere, cioè tutte le Concessioni Sfruttamento Edilizio dello stesso colore, si dice che possiede un "trust". Il Valore di Concessione che fa parte di un trust (comprensivo del valore del Quartiere) viene raddoppiato.

### Trattative
I giocatori possono intavolare le trattative al proprio turno ed effettuare tutti gli scambi che desiderano: possono vendere le loro Concessioni agli altri oppure chiedere a qualcuno di contribuire alle spese di costruzione in un'Area Edificabile rispettando alcune regole:
- non sono consentiti prestiti o dilazioni di pagamento; se si ha un debito bisogna saldarlo subito, né il creditore può fare sconti o consentire di pagare in un altro momento. Tale regola vale anche nei confronti della Banca;
- la Banca non presta denaro né compra nulla dai giocatori.[7]

### Fallimento
Un giocatore che non sia in grado di far fronte a un pagamento rischia il fallimento e l'eliminazione dal gioco. Per evitare il fallimento il giocatore deve mettere all'asta le proprie Concessioni in modo da recuperare il denaro contante necessario a far fronte al debito: nessun'altra forma di vendita gli è consentita. Le Concessioni devono essere messe all'asta una alla volta ed essere comunque cedute al miglior offerente. Nel momento in cui il giocatore ha il denaro necessario a pagare il proprio debito, la vendita all'asta delle Concessioni può terminare. Se il giocatore non è in grado di recuperare il denaro necessario a saldare il debito, anche dopo aver ceduto all'asta tutte le sue Concessioni, cede al creditore tutto il proprio contante ed esce dal gioco.

### Vittoria
Si può vincere in due modi:
- quando tutti i pezzi che vanno a comporre Palazzi e Grattacieli sono stati posizionati ed i giocatori hanno raggiunto o superato l'Autostrada, si calcola il patrimonio dei partecipanti: le Concessioni vengono valutate in base al solo valore del Quartiere, indipendentemente da quanti blocchi sono presenti sulle Aree Edificabili e senza nessun beneficio derivante da un eventuale possesso di un Quartiere intero. Le Concessioni Sfruttamento Ponti valgono $500.000 l'una;
- quando si è l'ultimo giocatore rimasto senza finire in bancarotta.[7]

## La plancia in dettaglio
| Autostrada | Autostrada      | Autostrada      | (41)             | (42)             | (43)             | (44)             | (45)             | (46)             | (51)             | (52)             | (53)            | Tribunale       | Tribunale       | Tribunale |
| Autostrada | Autostrada      | Autostrada      | Carta Metropoli  | Grant            | Lee              | Custer           | South Bridge ↓→  | Rock             | Country          | Jazz             | Carta Metropoli | Tribunale       | Tribunale       | Tribunale |
| Autostrada | Autostrada      | Autostrada      | Carta Metropoli  |                  |                  |                  | South Bridge ↓→  |                  |                  |                  | Carta Metropoli | Tribunale       | Tribunale       | Tribunale |
| (36)       | Carta Metropoli | Carta Metropoli |                  |                  |                  |                  |                  |                  |                  |                  |                 | Carta Metropoli | Carta Metropoli | (54)      |
| (35)       | Monroe          |                 |                  | Area Edificabile | Area Edificabile | Area Edificabile | Area Edificabile | Area Edificabile | Area Edificabile |                  |                 | Long Beach      | (55)            |           |
| (34)       | Newman          |                 | Area Edificabile | Area Edificabile | Area Edificabile | Area Edificabile | Area Edificabile | Area Edificabile |                  | Venice           | (56)            |                 |                 |           |
| (33)       | Wayne           |                 | Area Edificabile | Area Edificabile | Area Edificabile | Area Edificabile | Area Edificabile | Area Edificabile |                  | Santa Monica     | (61)            |                 |                 |           |
| (32)       | East Bridge ↑→  | East Bridge ↑→  |                  |                  |                  |                  |                  |                  |                  |                  |                 | ←↓ West Bridge  | ←↓ West Bridge  | (62)      |
| (31)       | Lincoln         |                 |                  | Area Edificabile | Area Edificabile | Area Edificabile |                  | Area Edificabile | Area Edificabile | Area Edificabile |                 |                 | Hill            | (63)      |
| (26)       | Washington      |                 | Area Edificabile | Area Edificabile | Area Edificabile | Area Edificabile | Area Edificabile | Area Edificabile |                  | Lake             | (64)            |                 |                 |           |
| (25)       | Kennedy         |                 | Area Edificabile | Area Edificabile | Area Edificabile | Area Edificabile | Area Edificabile | Area Edificabile |                  | Park             | (65)            |                 |                 |           |
| (24)       | Carta Metropoli | Carta Metropoli |                  |                  |                  |                  |                  |                  |                  |                  | Carta Metropoli | Carta Metropoli | (66)            |           |
| Comune     | Comune          | Comune          | Carta Metropoli  |                  |                  |                  | ←↑ North Bridge  |                  |                  |                  | Carta Metropoli | Borsa           | Borsa           | Borsa     |
| Comune     | Comune          | Comune          | Carta Metropoli  | Mississippi      | Hudson           | Missouri         | ←↑ North Bridge  | Presley          | Jackson          | Sinatra          | Carta Metropoli | Borsa           | Borsa           | Borsa     |
| Comune     | Comune          | Comune          | (23)             | (22)             | (21)             | (16)             | (15)             | (14)             | (13)             | (12)             | (11)            | Borsa           | Borsa           | Borsa     |